# Баскетбол на літніх Олімпійських іграх 2016 — жіночий турнір
Жіночий турнір з баскетболу на Літніх Олімпійських іграх 2016 пройшов у Ріо-де-Жанейро з 6 по 20 серпня 2016 року. Матчі групового етапу пройшли на Молодіжній арені, плей-оф на Арені Каріока 1.
Команди з 12 країн, які кваліфікувалися на турнір, були розподілені на дві групи для участі у груповому етапі змагань.

## Регламент
Регламент змагань:
- 12 команд були поділені на 2 групи, які складаються з шести команд кожна, команди зіграють між собою один матч.
- Чотири найкращі команди кожної групи зіграють між собою у чвертьфіналах.
- Переможці чвертьфіналів пройдуть до півфіналів.
- Переможці півфіналів зіграють у фіналі, а переможені — у матчі за 3-є місце.

## Груповий етап

### Група А
| Команда   | І | В | П | З   | П   | РМ  | О  |
| --------- | - | - | - | --- | --- | --- | -- |
| Австралія | 5 | 5 | 0 | 400 | 345 | +55 | 10 |
| Франція   | 5 | 3 | 2 | 344 | 343 | +1  | 8  |
| Туреччина | 5 | 3 | 2 | 324 | 325 | -1  | 8  |
| Японія    | 5 | 3 | 2 | 386 | 378 | +8  | 8  |
| Білорусь  | 5 | 1 | 4 | 347 | 361 | -14 | 6  |
| Бразилія  | 5 | 0 | 5 | 335 | 384 | -49 | 5  |

#### 1 тур
| 6 серпня 2016 12:00 | Протокол | Туреччина                                    | 39–55 | Франція                                           |  | Молодіжна арена Глядачів: 2042 |
| 6 серпня 2016 12:00 | Протокол | Рахунок за чвертями: 16–8, 3–14, 16–19, 4–14 |       |                                                   |  | Молодіжна арена Глядачів: 2042 |
| 6 серпня 2016 12:00 | Протокол | Очки: Їлмаз 16 Підб.: Їлмаз 6 РП: Вардарлі 5 |       | Очки: Мішель, Мієм 14 Підб.: Якубу 11 РП: Епупа 5 |  | Молодіжна арена Глядачів: 2042 |

| 6 серпня 2016 17:30 | Протокол | Бразилія                                                | 66–84 | Австралія                                        |  | Молодіжна арена Глядачів: 2368 |
| 6 серпня 2016 17:30 | Протокол | Рахунок за чвертями: 24–14, 15–21, 14–22, 13–27         |       |                                                  |  | Молодіжна арена Глядачів: 2368 |
| 6 серпня 2016 17:30 | Протокол | Очки: Кастро Маркеш 25 Підб.: дус Сантус 13 РП: Пінту 7 |       | Очки: Кембідж 20 Підб.: Кембідж 14 РП: Мітчелл 6 |  | Молодіжна арена Глядачів: 2368 |

| 6 серпня 2016 19:45 | Протокол | Білорусь                                             | 73–77 | Японія                                         |  | Молодіжна арена Глядачів: 2586 |
| 6 серпня 2016 19:45 | Протокол | Рахунок за чвертями: 21–26, 19–15, 20–19, 13–17      |       |                                                |  | Молодіжна арена Глядачів: 2586 |
| 6 серпня 2016 19:45 | Протокол | Очки: Левченко 15 Підб.: Веремеєнко 10 РП: Гардінг 5 |       | Очки: Куріхара 20 Підб.: Йосіда 9 РП: Йосіда 8 |  | Молодіжна арена Глядачів: 2586 |

#### 2 тур
| 7 серпня 2016 17:30 | Протокол | Австралія                                            | 61–56 | Туреччина                                        |  | Молодіжна арена Глядачів: 1853 |
| 7 серпня 2016 17:30 | Протокол | Рахунок за чвертями: 12-15, 14-14, 17-12, 18-15      |       |                                                  |  | Молодіжна арена Глядачів: 1853 |
| 7 серпня 2016 17:30 | Протокол | Очки: Кембідж 22 Підб.: Кембідж 11 РП: 3 гравці по 3 |       | Очки: Сендерс 25 Підб.: Сендерс 7 РП: Вардарлі 7 |  | Молодіжна арена Глядачів: 1853 |

| 7 серпня 2016 19:45 | Протокол | Франція                                         | 73–72 | Білорусь                                             |  | Молодіжна арена Глядачів: 2075 |
| 7 серпня 2016 19:45 | Протокол | Рахунок за чвертями: 14-22, 20-20, 18-11, 21-19 |       |                                                      |  | Молодіжна арена Глядачів: 2075 |
| 7 серпня 2016 19:45 | Протокол | Очки: Епупа 16 Підб.: Мішель 8 РП: Епупа 5      |       | Очки: Ліхтарович 16 Підб.: Левченко 13 РП: Гардінг 8 |  | Молодіжна арена Глядачів: 2075 |

| 8 серпня 2016 17:30 | Протокол | Японія                                            | 82–66 | Бразилія                                                |  | Молодіжна арена Глядачів: 2624 |
| 8 серпня 2016 17:30 | Протокол | Рахунок за чвертями: 19-20, 28-13, 26-19, 9-14    |       |                                                         |  | Молодіжна арена Глядачів: 2624 |
| 8 серпня 2016 17:30 | Протокол | Очки: Токашикі 23 Підб.: Токашикі 9 РП: Йосіда 11 |       | Очки: Кастро Маркеш 20 Підб.: дус Сантус 16 РП: Пінту 6 |  | Молодіжна арена Глядачів: 2624 |

#### 3 тур
| 9 серпня 2016 12:15 | Протокол | Австралія                                       | 89–71 | Франція                                     |  | Молодіжна арена Глядачів: 1481 |
| 9 серпня 2016 12:15 | Протокол | Рахунок за чвертями: 21–19, 25–10, 23–21, 20–21 |       |                                             |  | Молодіжна арена Глядачів: 1481 |
| 9 серпня 2016 12:15 | Протокол | Очки: Тейлор 31 Підб.: Кембідж 7 РП: Тейлор 9   |       | Очки: Епупа 15 Підб.: Епупа 7 РП: Будерра 4 |  | Молодіжна арена Глядачів: 1481 |

| 9 серпня 2016 15:30 | Протокол | Бразилія                                         | 63–65 | Білорусь                                                    |  | Молодіжна арена Глядачів: 2075 |
| 9 серпня 2016 15:30 | Протокол | Рахунок за чвертями: 28–16, 12–19, 10–15, 13–15  |       |                                                             |  | Молодіжна арена Глядачів: 2075 |
| 9 серпня 2016 15:30 | Протокол | Очки: Дантас 23 Підб.: дус Сантус 11 РП: Пінту 4 |       | Очки: Троіна 18 Підб.: Левченко, Веремеєнко 6 РП: Гардінг 6 |  | Молодіжна арена Глядачів: 2075 |

| 9 серпня 2016 17:45 | Протокол | Туреччина                                           | 76–62 | Японія                                           |  | Молодіжна арена Глядачів: 2624 |
| 9 серпня 2016 17:45 | Протокол | Рахунок за чвертями: 24–9, 14–14, 19–16, 19–23      |       |                                                  |  | Молодіжна арена Глядачів: 2624 |
| 9 серпня 2016 17:45 | Протокол | Очки: Сендерс 36 Підб.: Чаглар 9 РП: Олбен, Чакир 5 |       | Очки: Токашикі 13 Підб.: Токашикі 7 РП: Йосіда 7 |  | Молодіжна арена Глядачів: 2624 |

#### 4 тур
| 11 серпня 2016 12:15 | Протокол | Білорусь                                             | 71–74 | Туреччина                                       |  | Молодіжна арена Глядачів: 1784 |
| 11 серпня 2016 12:15 | Протокол | Рахунок за чвертями: 19–13, 14–20, 21–24, 17–17      |       |                                                 |  | Молодіжна арена Глядачів: 1784 |
| 11 серпня 2016 12:15 | Протокол | Очки: Гардінг 17 Підб.: Левченко 10 РП: Веремеєнко 7 |       | Очки: Їлмаз 26 Підб.: Сендерс 11 РП: Вардарлі 7 |  | Молодіжна арена Глядачів: 1784 |

| 11 серпня 2016 15:30 | Протокол | Франція                                        | 74–64 | Бразилія                                               |  | Молодіжна арена Глядачів: 3128 |
| 11 серпня 2016 15:30 | Протокол | Рахунок за чвертями: 20–20, 15–9, 22–19, 17–16 |       |                                                        |  | Молодіжна арена Глядачів: 3128 |
| 11 серпня 2016 15:30 | Протокол | Очки: Скрела 18 Підб.: Груда 10 РП: Епупа 7    |       | Очки: Дантас 21 Підб.: дус Сантус 10 РП: 3 гравця по 5 |  | Молодіжна арена Глядачів: 3128 |

| 11 серпня 2016 17:45 | Протокол | Японія                                                      | 86–92 | Австралія                                                |  | Молодіжна арена Глядачів: 3315 |
| 11 серпня 2016 17:45 | Протокол | Рахунок за чвертями: 24–23, 26–25, 21–11, 15–33             |       |                                                          |  | Молодіжна арена Глядачів: 3315 |
| 11 серпня 2016 17:45 | Протокол | Очки: Токашикі 23 Підб.: Куріхара, Токашикі 7 РП: Йосіда 11 |       | Очки: Кембідж 37 Підб.: Кембідж 10 РП: Мітчелл, Тейлор 7 |  | Молодіжна арена Глядачів: 3315 |

#### 5 тур
| 13 серпня 2016 12:15 | Протокол | Австралія                                      | 74–66 | Білорусь                                                      |  | Молодіжна арена Глядачів: 3081 |
| 13 серпня 2016 12:15 | Протокол | Рахунок за чвертями: 22–25, 14–14, 16–20, 22–7 |       |                                                               |  | Молодіжна арена Глядачів: 3081 |
| 13 серпня 2016 12:15 | Протокол | Очки: Кембідж 17 Підб.: Кембідж 9 РП: Лавей 6  |       | Очки: Гардінг 16 Підб.: Левченко 7 РП: Ліхтарович, Левченко 4 |  | Молодіжна арена Глядачів: 3081 |

| 13 серпня 2016 15:30 | Протокол | Туреччина                                                     | 79–76 | Бразилія                                                        | OT | Молодіжна арена Глядачів: 3075 |
| 13 серпня 2016 15:30 | Протокол | Рахунок за чвертями: 8–15, 12–21, 21–11, 19–13 OT: 10–10, 9–6 |       |                                                                 | OT | Молодіжна арена Глядачів: 3075 |
| 13 серпня 2016 15:30 | Протокол | Очки: Сендерс 23 Підб.: Сендерс 10 РП: Олбен 5                |       | Очки: Кастро Маркеш 22 Підб.: дус Сантус 12 РП: Кастро Маркеш 8 | OT | Молодіжна арена Глядачів: 3075 |

| 13 серпня 2016 17:45 | Протокол | Японія                                          | 79–71 | Франція                                          |  | Молодіжна арена Глядачів: 3351 |
| 13 серпня 2016 17:45 | Протокол | Рахунок за чвертями: 17–19, 23–13, 23–22, 16–17 |       |                                                  |  | Молодіжна арена Глядачів: 3351 |
| 13 серпня 2016 17:45 | Протокол | Очки: Йосіда 24 Підб.: Токашикі 7 РП: Йосіда 7  |       | Очки: Епупа, Якубу 14 Підб.: Груда 9 РП: Груда 4 |  | Молодіжна арена Глядачів: 3351 |

### Група В
| Команда | І | В | П | З   | П   | РМ   | О  |
| ------- | - | - | - | --- | --- | ---- | -- |
| США     | 5 | 5 | 0 | 520 | 316 | +204 | 10 |
| Іспанія | 5 | 4 | 1 | 387 | 333 | +54  | 9  |
| Канада  | 5 | 3 | 2 | 340 | 347 | -7   | 8  |
| Сербія  | 5 | 2 | 3 | 385 | 406 | −21  | 7  |
| КНР     | 5 | 1 | 4 | 371 | 428 | −57  | 6  |
| Сенегал | 5 | 0 | 5 | 309 | 482 | −173 | 5  |

#### 1 тур
| 6 серпня 2016 14:15 | Протокол | КНР                                                      | 68–90 | Канада                                    |  | Молодіжна арена Глядачів: 2314 |
| 6 серпня 2016 14:15 | Протокол | Рахунок за чвертями: 9–19, 17–18, 20–23, 22–30           |       |                                           |  | Молодіжна арена Глядачів: 2314 |
| 6 серпня 2016 14:15 | Протокол | Очки: Чень Нан 13 Підб.: Сань Мен 5 РП: Чень, Сань Мен 3 |       | Очки: Тетхем 20 Підб.: Гоше 10 РП: Гоше 7 |  | Молодіжна арена Глядачів: 2314 |

| 7 серпня 2016 12:00 | Протокол | США                                                    | 121–56 | Сенегал                                                |  | Молодіжна арена Глядачів: 2219 |
| 7 серпня 2016 12:00 | Протокол | Рахунок за чвертями: 35-9, 29-12, 30-17, 27-18         |        |                                                        |  | Молодіжна арена Глядачів: 2219 |
| 7 серпня 2016 12:00 | Протокол | Очки: 4 гравці по 15 Підб.: Фоулз, Грінер 7 РП: Берд 8 |        | Очки: Дієнг 10 Підб.: Діарра, Айя Траоре 5 РП: Дієнг 4 |  | Молодіжна арена Глядачів: 2219 |

| 7 серпня 2016 14:15 | Протокол | Сербія                                                  | 59–65 | Іспанія                                             |  | Молодіжна арена Глядачів: 2654 |
| 7 серпня 2016 14:15 | Протокол | Рахунок за чвертями: 18-19, 13-12, 13-15, 15-19         |       |                                                     |  | Молодіжна арена Глядачів: 2654 |
| 7 серпня 2016 14:15 | Протокол | Очки: Милованович 17 Підб.: Петрович 8 РП: А. Дабович 4 |       | Очки: Шаргай 15 Підб.: Ндур 12 РП: Палау, Торренс 5 |  | Молодіжна арена Глядачів: 2654 |

#### 2 тур
| 8 серпня 2016 12:00 | Протокол | Іспанія                                         | 63–103 | США                                              |  | Молодіжна арена Глядачів: 2073 |
| 8 серпня 2016 12:00 | Протокол | Рахунок за чвертями: 14-29, 23-25, 14-20, 12-29 |        |                                                  |  | Молодіжна арена Глядачів: 2073 |
| 8 серпня 2016 12:00 | Протокол | Очки: Торренс 20 Підб.: Ндур 8 РП: Домінгес 3   |        | Очки: Торасі 13 Підб.: Чарлз 6 РП: Берд, Чарлз 5 |  | Молодіжна арена Глядачів: 2073 |

| 8 серпня 2016 14:15 | Протокол | Канада                                                    | 71–67 | Сербія                                               |  | Молодіжна арена Глядачів: 2377 |
| 8 серпня 2016 14:15 | Протокол | Рахунок за чвертями: 21–21, 11–19, 13–17, 26–10           |       |                                                      |  | Молодіжна арена Глядачів: 2377 |
| 8 серпня 2016 14:15 | Протокол | Очки: Нерс 25 Підб.: Рейнкок-Екунве 9 РП: Ланглуа, Нерс 5 |       | Очки: Милованович 19 Підб.: Пейдж 6 РП: А. Дабович 5 |  | Молодіжна арена Глядачів: 2377 |

| 8 серпня 2016 19:45 | Протокол | Сенегал                                         | 64–101 | КНР                                           |  | Молодіжна арена Глядачів: 2907 |
| 8 серпня 2016 19:45 | Протокол | Рахунок за чвертями: 21–26, 17–21, 15–26, 11–28 |        |                                               |  | Молодіжна арена Глядачів: 2907 |
| 8 серпня 2016 19:45 | Протокол | Очки: Ас. Траоре 16 Підб.: Діарра 8 РП: Дієнг 4 |        | Очки: Шао, Сань Мен 17 Підб.: Лу 7 РП: Чжао 6 |  | Молодіжна арена Глядачів: 2907 |

#### 3 тур
| 10 серпня 2016 12:15 | Протокол | КНР                                            | 69–89 | Іспанія                                        |  | Молодіжна арена Глядачів: 1230 |
| 10 серпня 2016 12:15 | Протокол | Рахунок за чвертями: 18–14, 20–27, 21–23, 9–25 |       |                                                |  | Молодіжна арена Глядачів: 1230 |
| 10 серпня 2016 12:15 | Протокол | Очки: Шао 14 Підб.: Сань Мен 8 РП: Чень 6      |       | Очки: Торренс 32 Підб.: Ніколлс 10 РП: Палау 7 |  | Молодіжна арена Глядачів: 1230 |

| 10 серпня 2016 15:30 | Протокол | США                                             | 110–84 | Сербія                                                                |  | Молодіжна арена Глядачів: 2490 |
| 10 серпня 2016 15:30 | Протокол | Рахунок за чвертями: 31–21, 25–13, 28–27, 26–23 |        |                                                                       |  | Молодіжна арена Глядачів: 2490 |
| 10 серпня 2016 15:30 | Протокол | Очки: Торасі 25 Підб.: Чарлз 8 РП: Торасі 6     |        | Очки: 3 гравці по 15 Підб.: А. Дабович 5 РП: А. Дабович, М. Дабович 4 |  | Молодіжна арена Глядачів: 2490 |

| 10 серпня 2016 17:45 | Протокол | Сенегал                                         | 58–68 | Канада                                       |  | Молодіжна арена Глядачів: 2640 |
| 10 серпня 2016 17:45 | Протокол | Рахунок за чвертями: 10–17, 14–16, 17–22, 17–13 |       |                                              |  | Молодіжна арена Глядачів: 2640 |
| 10 серпня 2016 17:45 | Протокол | Очки: Ас. Траоре 24 Підб.: Діарра 9 РП: Дьєм 6  |       | Очки: Нерс 14 Підб.: Тетхем 10 РП: Ланглуа 6 |  | Молодіжна арена Глядачів: 2640 |

#### 4 тур
| 12 серпня 2016 12:15 | Протокол | Сербія                                                      | 80–72 | КНР                                                         |  | Молодіжна арена Глядачів: 2219 |
| 12 серпня 2016 12:15 | Протокол | Рахунок за чвертями: 24–14, 16–20, 26–9, 14–29              |       |                                                             |  | Молодіжна арена Глядачів: 2219 |
| 12 серпня 2016 12:15 | Протокол | Очки: А. Дабович 23 Підб.: Пейдж, Петрович 8 РП: Петрович 6 |       | Очки: Сань Мен 16 Підб.: Хуан, Сань Мен 7 РП: 3 гравці по 3 |  | Молодіжна арена Глядачів: 2219 |

| 12 серпня 2016 15:30 | Протокол | Канада                                                    | 51–81 | США                                          |  | Молодіжна арена Глядачів: 3138 |
| 12 серпня 2016 15:30 | Протокол | Рахунок за чвертями: 16–18, 6–18, 14–24, 15–21            |       |                                              |  | Молодіжна арена Глядачів: 3138 |
| 12 серпня 2016 15:30 | Протокол | Очки: Аям 8 Підб.: Рейнкок-Екунве 8 РП: Ланглуа, Тетхем 3 |       | Очки: Мур, Торасі 12 Підб.: Мур 8 РП: Берд 9 |  | Молодіжна арена Глядачів: 3138 |

| 12 серпня 2016 17:45 | Протокол | Іспанія                                             | 97–43 | Сенегал                                       |  | Молодіжна арена Глядачів: 3329 |
| 12 серпня 2016 17:45 | Протокол | Рахунок за чвертями: 26–11, 20–8, 25–13, 26–11      |       |                                               |  | Молодіжна арена Глядачів: 3329 |
| 12 серпня 2016 17:45 | Протокол | Очки: Торренс 14 Підб.: Ніколлс 7 РП: 4 гравці по 5 |       | Очки: Сі 16 Підб.: Діарра 6 РП: 3 гравці по 2 |  | Молодіжна арена Глядачів: 3329 |

#### 5 тур
| 14 серпня 2016 12:15 | Протокол | КНР                                            | 62–105 | США                                               |  | Молодіжна арена Глядачів: 2957 |
| 14 серпня 2016 12:15 | Протокол | Рахунок за чвертями: 9–32, 17–28, 14–18, 22–27 |        |                                                   |  | Молодіжна арена Глядачів: 2957 |
| 14 серпня 2016 12:15 | Протокол | Очки: Сань Мен 16 Підб.: Чжень 6 РП: Чжень 6   |        | Очки: Чарлз, Грінер 18 Підб.: Грінер 13 РП: Мур 8 |  | Молодіжна арена Глядачів: 2957 |

| 14 серпня 2016 15:30 | Протокол | Сенегал                                            | 88–95 | Сербія                                            |  | Молодіжна арена Глядачів: 3113 |
| 14 серпня 2016 15:30 | Протокол | Рахунок за чвертями: 15–27, 28–28, 23–21, 22–19    |       |                                                   |  | Молодіжна арена Глядачів: 3113 |
| 14 серпня 2016 15:30 | Протокол | Очки: Ас. Траоре 30 Підб.: Ас. Траоре 8 РП: Діуф 8 |       | Очки: Петрович 20 Підб.: Пейдж 8 РП: А. Дабович 8 |  | Молодіжна арена Глядачів: 3113 |

| 14 серпня 2016 17:45 | Протокол | Іспанія                                         | 73–60 | Канада                                                           |  | Молодіжна арена Глядачів: 3026 |
| 14 серпня 2016 17:45 | Протокол | Рахунок за чвертями: 17–16, 16–13, 16–18, 24–13 |       |                                                                  |  | Молодіжна арена Глядачів: 3026 |
| 14 серпня 2016 17:45 | Протокол | Очки: Торренс 20 Підб.: Ніколлс 12 РП: Палау 6  |       | Очки: Філдс 13 Підб.: Ачонва, Рейнкок-Екунве 7 РП: 3 гравця по 2 |  | Молодіжна арена Глядачів: 3026 |

## Плей-оф
|  | Чвертьфінал 16 серпня — Ріо-де-Жанейро | Чвертьфінал 16 серпня — Ріо-де-Жанейро | Чвертьфінал 16 серпня — Ріо-де-Жанейро |         |         | Півфінал 18 серпня — Ріо-де-Жанейро | Півфінал 18 серпня — Ріо-де-Жанейро | Півфінал 18 серпня — Ріо-де-Жанейро |                     |                     | Фінал 20 серпня — Ріо-де-Жанейро | Фінал 20 серпня — Ріо-де-Жанейро | Фінал 20 серпня — Ріо-де-Жанейро |
|  |                                        |                                        |                                        |         |         |                                     |                                     |                                     |                     |                     |                                  |                                  |                                  |
|  | А1                                     | Австралія                              | 71                                     |         |         |                                     |                                     |                                     |                     |                     |                                  |                                  |                                  |
|  | B4                                     | Сербія                                 | 73                                     |         |         |                                     |                                     |                                     |                     |                     |                                  |                                  |                                  |
|  | B4                                     | Сербія                                 | 73                                     |         | B4      | Сербія                              | 54                                  |                                     |                     |                     |                                  |                                  |                                  |
|  |                                        |                                        |                                        |         | B4      | Сербія                              | 54                                  |                                     |                     |                     |                                  |                                  |                                  |
|  |                                        | B2                                     | Іспанія                                | 68      |         |                                     |                                     |                                     |                     |                     |                                  |                                  |                                  |
|  | B2                                     | B2                                     | Іспанія                                | 68      | Іспанія | 64                                  |                                     |                                     |                     |                     |                                  |                                  |                                  |
|  | B2                                     |                                        |                                        |         | Іспанія | 64                                  |                                     |                                     |                     |                     |                                  |                                  |                                  |
|  | A3                                     | Туреччина                              | 62                                     |         |         |                                     |                                     |                                     |                     |                     |                                  |                                  |                                  |
|  |                                        |                                        |                                        |         |         |                                     |                                     |                                     |                     |                     | B1                               | США                              | 101                              |
|  |                                        |                                        | B2                                     | Іспанія | 72      |                                     |                                     |                                     |                     |                     |                                  |                                  |                                  |
|  | A2                                     | Франція                                | 68                                     |         |         |                                     |                                     |                                     |                     |                     |                                  |                                  |                                  |
|  | B3                                     | Канада                                 | 63                                     |         |         |                                     |                                     |                                     |                     |                     |                                  |                                  |                                  |
|  | B3                                     | Канада                                 | 63                                     |         | A2      | Франція                             | 67                                  |                                     | Матч за третє місце | Матч за третє місце | Матч за третє місце              | Матч за третє місце              |                                  |
|  |                                        |                                        |                                        |         | A2      | Франція                             | 67                                  |                                     | Матч за третє місце | Матч за третє місце | Матч за третє місце              | Матч за третє місце              |                                  |
|  |                                        | B1                                     | США                                    | 86      |         |                                     |                                     |                                     |                     |                     |                                  |                                  |                                  |
|  | B1                                     | B1                                     | США                                    | 86      | США     | 110                                 |                                     | A2                                  | Франція             | 63                  |                                  |                                  |                                  |
|  | B1                                     |                                        |                                        |         | США     | 110                                 |                                     | A2                                  | Франція             | 63                  |                                  |                                  |                                  |
|  | A4                                     | Японія                                 | 64                                     |         |         |                                     |                                     |                                     |                     |                     | B4                               | Сербія                           | 70                               |

### Чвертьфінали
| 16 серпня 2016 11:00 | Протокол | Австралія                                       | 71–73 | Сербія                                                  |  | Молодіжна арена Глядачів: 5630 |
| 16 серпня 2016 11:00 | Протокол | Рахунок за чвертями: 20–20, 17–15, 15–16, 19–22 |       |                                                         |  | Молодіжна арена Глядачів: 5630 |
| 16 серпня 2016 11:00 | Протокол | Очки: Кембідж 29 Підб.: Кембідж 11 РП: Тейлор 9 |       | Очки: А. Дабович 24 Підб.: 4 гравці по 4 РП: Петрович 5 |  | Молодіжна арена Глядачів: 5630 |

| 16 серпня 2016 14:30 | Протокол | Іспанія                                        | 64–62 | Туреччина                                      |  | Молодіжна арена Глядачів: 6565 |
| 16 серпня 2016 14:30 | Протокол | Рахунок за чвертями: 12–17, 17–8, 13–22, 22–15 |       |                                                |  | Молодіжна арена Глядачів: 6565 |
| 16 серпня 2016 14:30 | Протокол | Очки: Крус 14 Підб.: Торренс 11 РП: Крус 6     |       | Очки: Сендерс 22 Підб.: Сендерс 10 РП: Олбен 6 |  | Молодіжна арена Глядачів: 6565 |

| 16 серпня 2016 18:45 | Протокол | США                                              | 110–64 | Японія                                              |  | Молодіжна арена Глядачів: 7471 |
| 16 серпня 2016 18:45 | Протокол | Рахунок за чвертями: 30–23, 26–23, 25–13, 29–5   |        |                                                     |  | Молодіжна арена Глядачів: 7471 |
| 16 серпня 2016 18:45 | Протокол | Очки: Мур, Торасі 19 Підб.: Грінер 7 РП: Чарлз 5 |        | Очки: Токашикі 14 Підб.: 4 гравці по 3 РП: Йосіда 8 |  | Молодіжна арена Глядачів: 7471 |

| 16 серпня 2016 22:15 | Протокол | Франція                                         | 68–63 | Канада                                          |  | Молодіжна арена Глядачів: 7200 |
| 16 серпня 2016 22:15 | Протокол | Рахунок за чвертями: 16–25, 16–12, 18–13, 18–13 |       |                                                 |  | Молодіжна арена Глядачів: 7200 |
| 16 серпня 2016 22:15 | Протокол | Очки: Груда 14 Підб.: Груда 10 РП: Епупа 6      |       | Очки: Гоше 15 Підб.: 3 гравці по 5 РП: Тетхем 4 |  | Молодіжна арена Глядачів: 7200 |

### Півфінали
| 18 серпня 2016 15:00 | Протокол | Іспанія                                               | 68–54 | Сербія                                                          |  | Молодіжна арена Глядачів: 8 818 |
| 18 серпня 2016 15:00 | Протокол | Рахунок за чвертями: 20–9, 13–19, 20–10, 15–16        |       |                                                                 |  | Молодіжна арена Глядачів: 8 818 |
| 18 серпня 2016 15:00 | Протокол | Очки: Н’Дур, Торренс 14 Підб.: Ніколлс 12 РП: Палау 7 |       | Очки: Чаджо, Петрович 12 Підб.: Пейдж, Петрович 7 РП: Бутулія 3 |  | Молодіжна арена Глядачів: 8 818 |

| 18 серпня 2016 19:00 | Протокол | Франція                                        | 67–86 | США                                         |  | Молодіжна арена Глядачів: 8 431 |
| 18 серпня 2016 19:00 | Протокол | Рахунок за чвертями: 15–19, 21–21, 8–25, 23–21 |       |                                             |  | Молодіжна арена Глядачів: 8 431 |
| 18 серпня 2016 19:00 | Протокол | Очки: Якубу 14 Підб.: Груда 6 РП: Мішель 3     |       | Очки: Торасі 18 Підб.: Фоулз 9 РП: Торасі 4 |  | Молодіжна арена Глядачів: 8 431 |

### Матч за третє місце
| 20 серпня 2016 11:30 | Протокол | Франція                                        | 63–70 | Сербія                                               |  | Молодіжна арена Глядачів: 9039 |
| 20 серпня 2016 11:30 | Протокол | Рахунок за чвертями: 10–18, 17–9, 15–28, 21–15 |       |                                                      |  | Молодіжна арена Глядачів: 9039 |
| 20 серпня 2016 11:30 | Протокол | Очки: Мієм 18 Підб.: Якубу 10 РП: Епупа 4      |       | Очки: Милованович 18 Підб.: Пейдж 8 РП: А. Дабович 5 |  | Молодіжна арена Глядачів: 9039 |

### Фінал
| 20 серпня 2016 15:30 | Протокол | США                                                         | 101–72 | Іспанія                                                     |  | Молодіжна арена Глядачів: 9586 |
| 20 серпня 2016 15:30 | Протокол | Рахунок за чвертями: 21–17, 28–15, 32–17, 20–23             |        |                                                             |  | Молодіжна арена Глядачів: 9586 |
| 20 серпня 2016 15:30 | Протокол | Очки: Вейлен, Торасі 17 Підб.: Чарлз, Грінер 7 РП: Вейлен 6 |        | Очки: Торренс 18 Підб.: Торренс, Ндур 5 РП: Торренс, Крус 4 |  | Молодіжна арена Глядачів: 9586 |

## Підсумкове становище
| Місце | Команда   |
| ----- | --------- |
| 1     | США       |
| 2     | Іспанія   |
| 3     | Сербія    |
| 4     | Франція   |
| 5     | Австралія |
| 6     | Туреччина |
| 7     | Канада    |
| 8     | Японія    |
| 9     | Білорусь  |
| 10    | КНР       |
| 11    | Бразилія  |
| 12    | Сенегал   |